# اومه‌مویسا، شهرستان ساره
اومه‌مویسا (به لاتین: Uuemõisa) یک روستا در استونی است که در دهستان سارما واقع شده‌است.